# 林裕二
林 裕二（はやし ゆうじ、1950年〈昭和25年〉6月16日 - ）は、日本の政治家。福岡県朝倉市長（1期）。元福岡県議会議員（7期）。

## 来歴
福岡県朝倉郡朝倉町（現・朝倉市）に生まれる。父親は医師で、地元で「赤ひげ先生」のように慕われた朝倉診療所の所長だった。3浪して九州大学教育学部へ入学。さらに2年留年して1978年（昭和53年）3月に卒業。アルバイト生活をしていた頃、甘木市（現・朝倉市）で保育園の設置計画が進んでいた。父親を信頼する人々から要請を受けて同市の民間の保育園長になった。
甘木市・朝倉町・杷木町・夜須町・三輪町・小石原村・宝珠山村の「1市4町2村」の広域連携を図るサミットを中心になって企画。このときに政治への道を意識するようになった。
1991年（平成3年）4月、朝倉郡選挙区から福岡県議会議員選挙に立候補し初当選。2010年（平成22年）、県議会副議長に就任。2015年（平成27年）、7期目の当選を果たす。県議時代は福岡県農政連から公認を得ていた。
2018年（平成30年）2月15日、朝倉市長の森田俊介が脳梗塞により入院。森田から病院で「後を頼む」と託され、同年3月9日、任期満了に伴う朝倉市長選挙に立候補する意向を表明した。4月15日投開票の市長選に自民党・公明党・民進党の推薦を受けて立候補し、元市議の実藤輝夫を破り初当選した。投票率は52.79％だった。4月23日、市長就任。